# Dubianaclia expallescens
Dubianaclia expallescens là một loài bướm đêm thuộc phân họ Arctiinae, họ Erebidae.